# Peripsychoda dimorpha
Peripsychoda dimorpha är en tvåvingeart som först beskrevs av Tonnoir 1953.  Peripsychoda dimorpha ingår i släktet Peripsychoda och familjen fjärilsmyggor. Inga underarter finns listade i Catalogue of Life.